# Велике Піщанське озеро
Вели́ке Пі́щанське — озеро карстового походження у Шацькому районі Волинської області України. Розташоване на північ від села Піща.
Довжина 1 км, ширина 0,67 км, площа 0,67 км², пересічна глибина 5 м. Береги низькі, піщані. Живиться підземними та атмосферними водами. Дно піщане, замулене, біля берегів заболочене. Окремі ділянки берегів заросли кугою озерною та осокою; в озері трапляються водяний горіх, пухирник малий. Водяться лящ, короп, щука, окунь. Велике Піщанське озеро — водоприймач Копаївської осушувальної системи. Місце розведення водоплавних птахів; рибництва.
Протокою сполучене з Малим Піщанським озером. Акваторія озера і прилегла до нього територія входять до складу гідрологічного заказника «Піщанський».